# Cultura di Mikhaylovka
La cultura di Mikhaylovka (3600-3000 a.C.) prende il nome da un precoce sito dell'età del rame della cultura di Jamna, situato nel corso inferiore del fiume Dnieper, noto per le sue fortificazioni.
Mikhaylovka I (3600-3400 a.C.) ebbe collegamenti con l'ovest, ed in particolare con la cultura di Kemi Oba (3700-2200 a.C.) presso l'area del Bug-Dniepr e la Crimea, e sembra avere avuto connessioni anche con la cultura di Maykop (3700-3000 aC).
Mikhaylovka II (3400-3000 a.C.) aveva collegamenti con l'est, come risulta dalla ceramica tipo Repin. Mikhaylovka II è divisa in un livello inferiore (3400-3300 a.C.) ed un livello superiore (3300-3000 a.C.). Mikhaylovka II mostra un cambiamento dell'economia, da agricola a pastorale, tipica dell'orizzonte Jamna.